# Калининград-Пассажирский
Калинингра́д-Пассажи́рский (Южный вокзал) — железнодорожная станция в Калининграде, главный вокзал города. Обслуживает пассажирские поезда ближнего и дальнего следования. Комплекс зданий пассажирского терминала признан объектом культурного наследия народов РФ регионального значения и охраняется государством.

## Краткая характеристика
К платформе № 6 вокзала подходит железнодорожный путь с европейской шириной колеи, куда ранее прибывали поезда из Польши и Германии. Пригородные направления на курортные города Светлогорск и Зеленоградск (платформы 1 и 2 вокзала) электрифицированы, по ним ходят пригородные электропоезда «Ласточка». Остальные направления не электрифицированы и обслуживаются тепловозной тягой.
Вокзал расположен на площади Калинина. Рядом с Южным вокзалом расположен автовокзал.
В западной части станции стоит единственный в России диспетчерский пост европейского образца (нависающий над путями наподобие арки).

## Архитектура вокзала

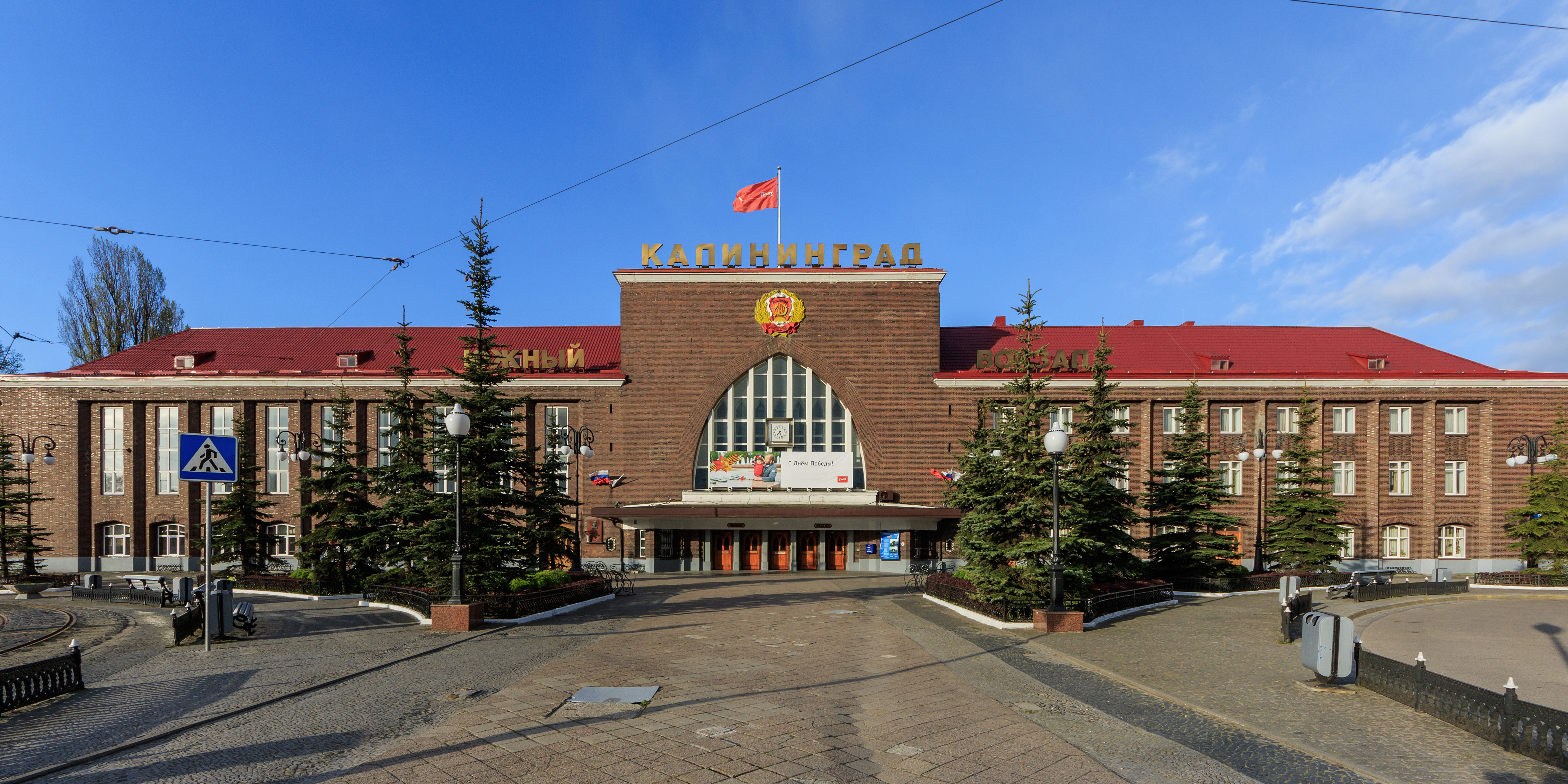
Здание ж/д вокзала

Здание вокзала построено в стиле кирпичного экспрессионизма с использованием железобетонных конструкционных элементов (железобетонные элементы не видны снаружи, здание облицовано глазурованным лицевым кирпичом). Перроны перекрыты трёхсводчатым дебаркадером длиной 178 метров и шириной 120 метров. Из здания вокзала к перронам ведут два подземных перехода.
Надпись на крыше вокзала выполнена из стали с нитридтитановым покрытием производственным предприятием «Светлый дом».
На фасаде вокзала сохранился герб РСФСР, установленный вместо демонтированной в советский период скульптурной композиции «Хронос, управляющий конями» работы скульптора Германа Брахерта.

## История
К концу XIX века Кёнигсберг стал важным узлом железнодорожной сети. Железные дороги шли из Кёнигсберга в разных направлениях — в центральную Германию, Польшу, Россию, Прибалтику. Однако главного вокзала, где сходились бы железные дороги разных направлений, в городе не было. Железные дороги разных направлений обслуживались отдельными небольшими вокзалами.
Идея о строительстве центрального вокзала появилась ещё в 1896 году, но конкретный план был готов только к 1914 году. Однако его осуществлению помешала начавшаяся в том году Первая мировая война.
Строительство главного вокзала началось только в 1920 году, а его торжественное открытие состоялось 19 сентября 1929 года.
Вокзал продолжал нормально функционировать до 21 января 1945 года. В ходе боёв за город станция значительно пострадала, поэтому после окончания войны вокзал не действовал, а роль главной пассажирской станции временно выполняла сортировочная станция. Повторное открытие главного вокзала состоялось только в 1949 году.
Первая крупная реконструкция вокзала состоялась только в 2003 году. Были реконструированы внутренние помещения (кассы, зал ожидания, кафе). Фойе вокзала было украшено новыми люстрами и фонтаном, были облагорожены подземные переходы, ведущие к перронам. На фасаде и в фойе вокзала были установлены точные часы.
В то же время общий архитектурный облик вокзала остался неизменным.

## Дальнее сообщение
Указаны только поезда сообщением с остальной частью России и странами СНГ. Звёздочкой отмечены поезда, курсирующие только в летний период.
| № поезда    | Маршрут движения              | № поезда    | Маршрут движения              |
| ----------- | ----------------------------- | ----------- | ----------------------------- |
| 29 «Янтарь» | Москва — Калининград          | 30 «Янтарь» | Калининград — Москва          |
| 79          | Санкт-Петербург — Калининград | 80          | Калининград — Санкт-Петербург |
| 147*        | Москва — Калининград          | 148*        | Калининград — Москва          |
| 359         | Адлер — Калининград           | 360         | Калининград — Адлер           |
| 425*        | Челябинск — Калининград       | 426*        | Калининград — Челябинск       |

С 6 апреля по 1 июля 2020 года в связи с пандемией COVID-19 все поезда дальнего следования были отменены. С 1 июля 2020 года возобновлено движение поездов № 30/29, № 80/79, с 22 августа того же года — поезда № 360/359. С 21 июля 2022 года возобновлено движение поезда № 148/147, а с 3 июля 2023 года - движение поезда № 426/425.

## Фото

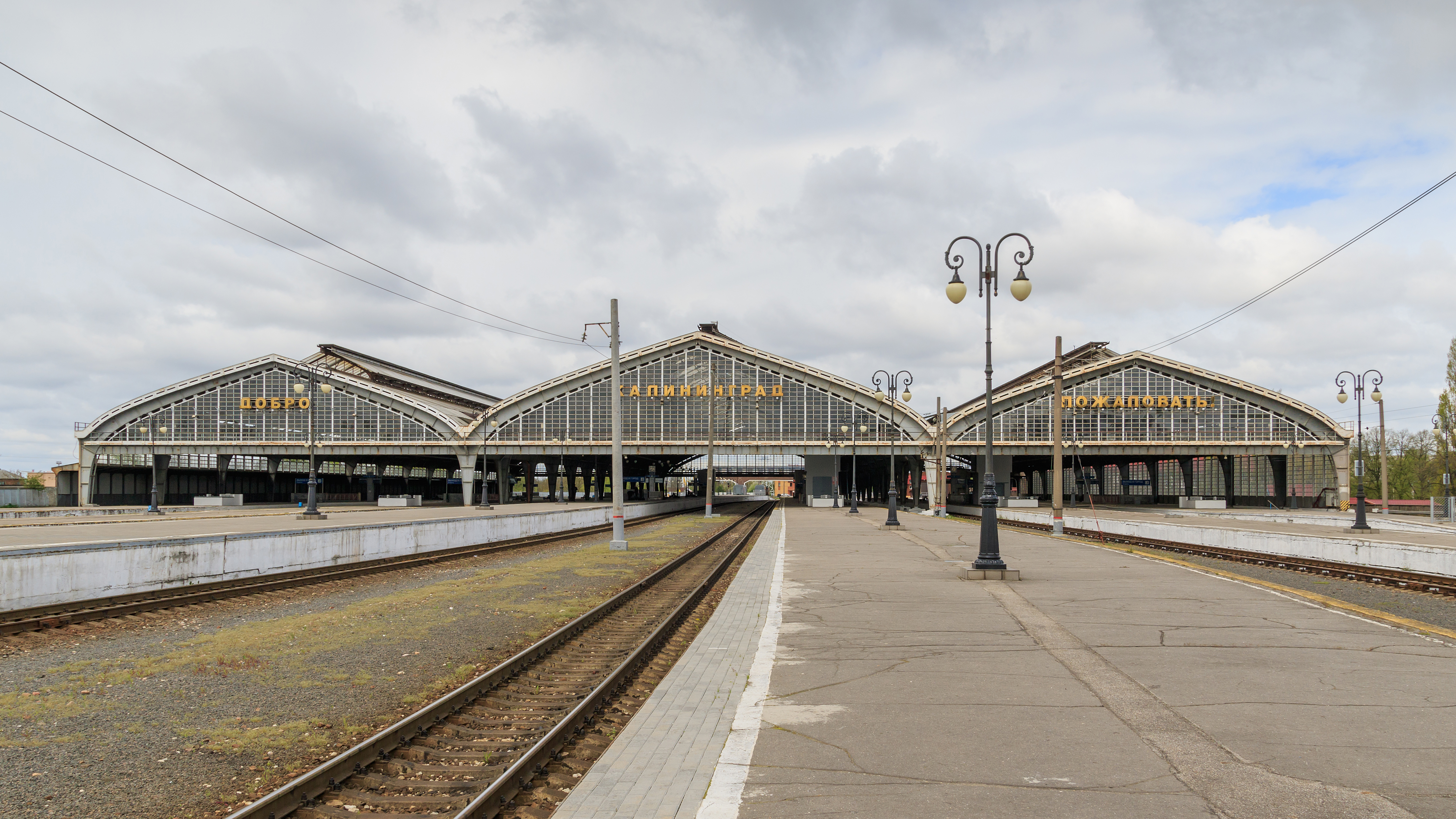
Платформы
Современный интерьер Южного вокзала
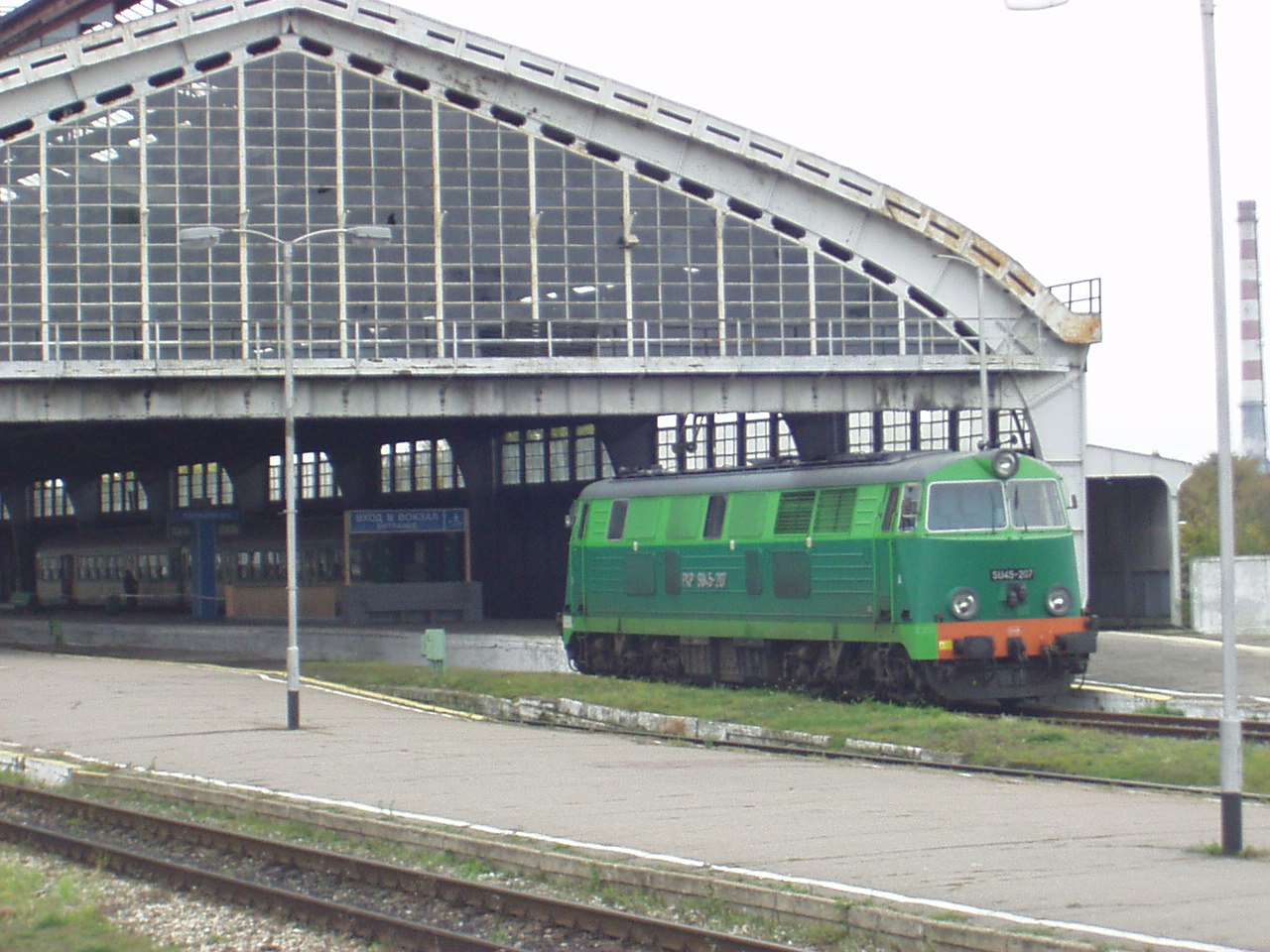
Поезд, прибывший из польской Гдыни (2003 год)
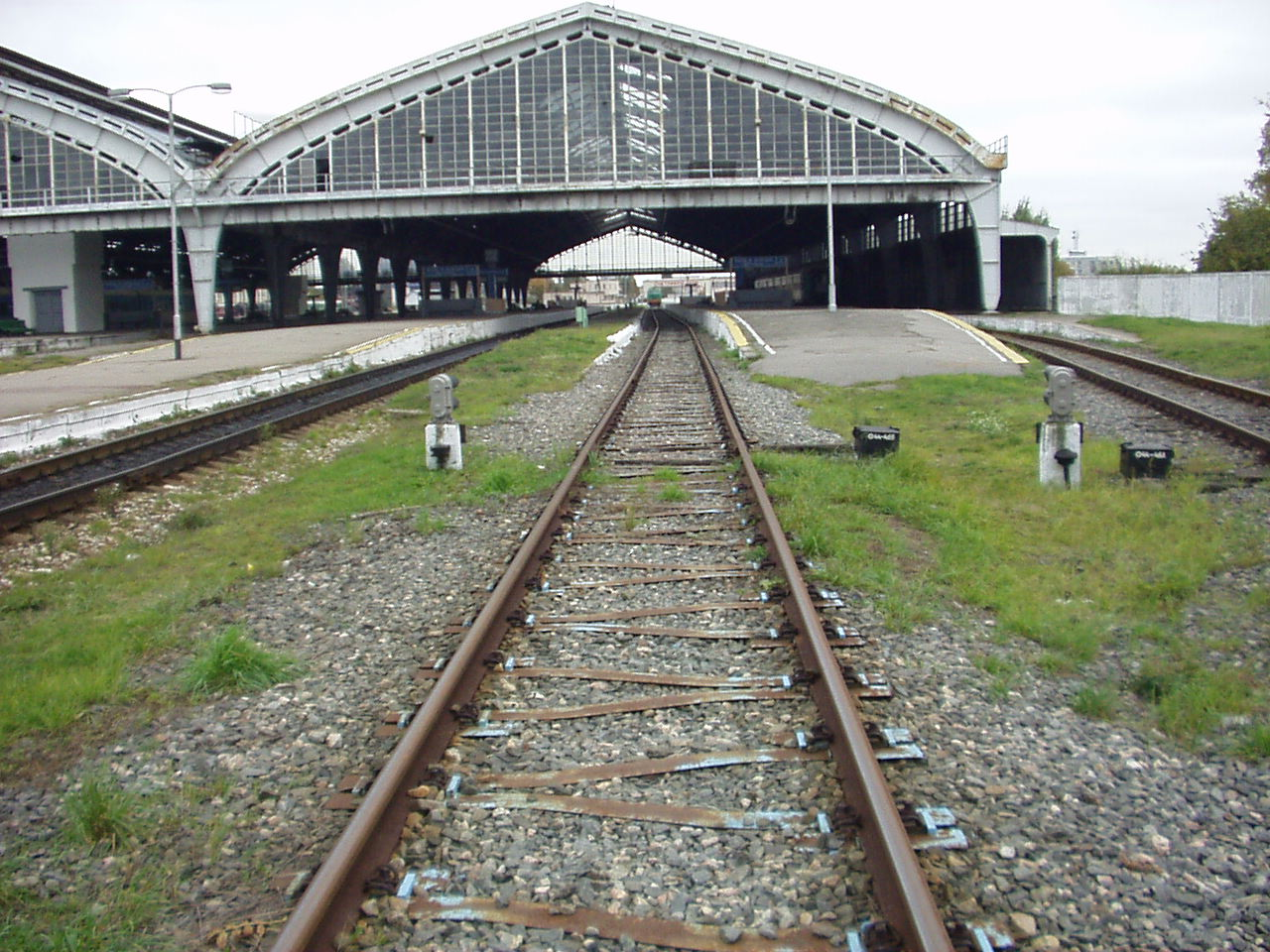
Путь европейской колеи у платформы 6